# Couderay
Couderay è un comune degli Stati Uniti, situato in Wisconsin, nella Contea di Sawyer.
Nel 1996 fu registrata una temperatura di -48 gradi centigradi.